# جبهة تحرير تشاد
جبهة تحرير تشاد كانت جماعة متمردة نشطة بين عامي 1965 و1976 خلال المرحلة الأولى من الحرب الأهلية التشادية.

## التاريخ
تأسست في السودان من قبل أحمد حسن موسى ، وهو أصولي إسلامي مقرب من الإخوان المسلمين وكان زعيم الاتحاد العام لأطفال تشاد وهو حزب إسلامي تقليدي يتألف من المنفيين في السودان، الذين تم تجنيد أتباعهم دائمًا في الغالب بين الوديين. في 7 سبتمبر أنشأ موسى مع أتباعه في الاتحاد العام لأطفال تشاد جبهة تحرير تشاد، وهي أول جماعة متمردة تشكلت لمحاربة نظام تومبالباي. في ذلك الوقت كانت جاهزة كجماعة متمردة وكانت مشهورة على نطاق واسع بعد شهر عندما بدأت أعمال الشغب في مانغالمي في فترة الحرب الأهلية.
في العام التالي اتحدت جبهة التحرير الوطني مع الاتحاد الوطني التشادي بزعامة إبراهيم أباتشا في مؤتمر نيالا في السودان بين 19 و22 يونيو. كان أباتشا أمينًا عامًا وكان يحكمها ثلاثون عضوًا تتكون بالتساوي من أعضاء جبهة تحرير تشاد وجبهة التحرير الوطني.
جزء من جبهة تحرير تشاد تحت قيادة موسى أعاد تأكيد تأليفه بالفعل في أواخر عام 1966، ومقرها في السودان، وعملت على الحدود التشادية السودانية، لكنها لم تمثل أبدًا خطرًا حقيقيًا على الحكومة التشادية، خاصة عند مواجهتها مع الجبهة الوطنية التشادية.
عندما تمت الإطاحة بتومبالباي في انقلاب عام 1975، وقامت حكومة فليكس معلوم الجديدة بمبادرات للجماعات المتمردة، كانت جبهة التحرير الوطني واحدة من القلائل الذين أجابوا وتوافقوا مع السلطات المركزية في عام 1976، ووقعوا نهاية القتال المسلح لجبهة تحرير تشاد.